# TV-året 1963

## Händelser

### Okänt datum
- TV-programmet Skäggen i Sveriges Radio/TV orsakar en av de största tittarstormarna i svensk historia

## TV-program

### Sveriges Radio-TV
- 1 juni - Svensk premiär för den brittiska tv-serien Helgonet med Roger Moore.
- 5 oktober - Miniserien Mästerdetektiven och Rasmus.
- 3 november
  - 19.00: Tv-programmet Drop-In med The Beatles som gästartister sänds i Sveriges Television.
  - 20.00: Premiär för underhållningsserien Skäggen med Beppe Wolgers, Yngve Gamlin, Jan-Öjvind Swahn, Edward Matz, Åke Söderqvist och Lasse O'Månsson.
- 1 december - Årets adventskalender är Den tänkande brevbäraren.[1]

### BBC
- 23 november - Den brittiska sci-fi-serien Doctor Who har premiär på BBC klockan 17:15 (lokal tid) med William Hartnell i huvudrollen som den Första Doktorn.[2]

## Födda
- 5 mars - Lotta Engberg, svensk sångerska och programledare i TV.
- 27 mars - Xuxa, eg. Maria da Graça Meneghel, amerikansk-brasiliansk skådespelare, TV-programledare, strippa och porrskådespelare.
- 18 april - Conan O'Brien, amerikansk TV-programledare.
- 30 juli - Lisa Kudrow, amerikansk skådespelare, känd från TV-serien Vänner.

### Fotnoter
1. ↑  ”Jultradition”. Arkiverad från originalet den 25 april 2012. https://web.archive.org/web/20120425112719/http://www.jultradition.se/tv.htm. Läst 26 mars 2011.
2. ↑  ”Schedule - BBC Programme Index”. genome.ch.bbc.co.uk. https://genome.ch.bbc.co.uk/schedules/service_bbc_television_service/1963-11-23. Läst 5 september 2023.